# Майя из Цхнети
«Майя из Цхнети» (груз. მაია წყნეთელი) — художественный фильм режиссёра Резо Чхеидзе, снятый в 1959 году на студии Грузия-фильм.

## Сюжет
Защищая свою честь, деревенская красавица Майя убивает сына князя и затем пытается скрыться, переодевшись в мужскую одежду и взяв с собой оружие. Случайно она становится свидетельницей того, как угоняют крестьян в турецкое рабство и под именем Матэ становится во главе восстания. И только когда она гибнет в бою, её соратники понимают, что на самом деле отважный Матэ — девушка.

## В ролях
- Лейла Абашидзе — Майя
- Григол Ткабладзе — царь Ираклий
- Гоча Абашидзе — Мануча
- Акакий Кванталиани — Берика
- Вахтанг Нинуа — Джемал Бердзадзе
- Нодар Чхеидзе — Керим-ага
- Сосо Абрамашвили — Гио
- Александр Апхаидзе — Кайхосро

## О фильме
Историческая драма, снятая Резо Чхеидзе по пьесе В. Л. Канделаки, в основе которой лежит старинная грузинская легенда. Сам режиссёр считал картину неудачной, объясняя это сложностью погружения в далёкую историческую эпоху. «Фильм этот меня убедил: я — режиссёр современной темы».
«Наряду с интересно решенными характерами людей из народа, великолепно снятыми сценами народного праздника „берикаоба“ и батальными эпизодами, исполненными достоверно и ярко, в фильме появляются элементы символики, оторванной от бытовой конкретной основы» (К. Д. Церетели)
В 2020 году в Национальном центре кинематографии Грузии отреставрировали киноленту фильма в цифровом формате 2K.